# HD182835
HD182835 — подвійна зоря. 
Ця подвійна система має видиму зоряну величину в смузі V приблизно 4,7.
Вона розташована на відстані близько 11648,4 світлових років від Сонця.

## Подвійна зоря
Головна зоря цієї системи належить до хімічно пекулярних зір й має спектральний клас F0.
Інша компонента має  спектральний клас  d.